# Joanna Kuligová
Joanna Kuligová (nepřechýleně: Kulig, * 24. června 1982 Krynica) je polská herečka a zpěvačka. Za roli Zuly Lichoňové v historickém dramatu Studená válka z roku 2018 obdržela Evropskou filmovou cenu pro nejlepší herečku a ocenění polské filmové akademie Orel v téže kategorii.
Poté co se neprosadila jako jazzová zpěvačka, nastoupila na Akademii divadelních umění Ludwika Solského v Krakově, kterou ukončila v roce 2007. Již během studií debutovala roku 2006 na divadelní scéně krakovského Starého národního divadla Heleny Modrzejevské rolí Hermie v komedii Sen noci svatojánské. Na filmovém plátně se poprvé představila o rok později v dramatu Środa, czwartek rano (Středa, čtvrtek ráno). Za postavu Terezy získala cenu pro nejlepší herecký debut na Filmovém festivalu v Gdyni. Za erotické drama Ony z roku 2011 obdržela cenu pro nejlepší herečku ve vedlejší roli od polské filmové akademie i na gdyňském filmovém festivalu.
Známou se stala i spoluprací s režisérem Pawlem Pawlikowskim, když ztvárnila Aniu v jeho dramatu Žena z pátého patra (2011), zpěvačku v Oscarem ověnčené Idě (2013) a Zulu ve Studené válce (2018). Světlanu pomáhající prchnout francouzskému občanu z Ruska si zahrála v Salleho thrilleru Kompromat (2022).

## Soukromý život a vzdělání
Narodila se v červnu 1982 v malopolském městě Krynica do rodiny kuchařky v mateřské škole a lidového básníka. Se čtyřmi sourozenci vyrostla ve vesnici Muszynka. Mladší sestra, Justyna Schneiderová, se rovněž stala herečkou. V uměleckém světě zvolila příjmení prababičky, aby se odlišila od podobného křestního jména sestry.
V Krynici vystudovala klavírní třídu na prvním stupni státní hudební školy. V osmnácti letech se přestěhovala do Krakova, kde absolvovala zpěv na druhém stupni v Komplexu státních středních hudebních škol Mieczysława Karłowicze. Souběžně dokončila Střední odbornou technickou školu v oboru hotelnictví v Krakově. V roce 2007 vystudovala herectví se zaměřením na zpěv na krakovské Akademii divadelních umění Ludwika Solského, v roce 2017 přejmenované na počest Stanisława Wyspiańského. Stala se tak prvním členem rodiny s vysokoškolským titulem. Původně usilovala o kariéru jazzové zpěvačky. Dvakrát nebyla přijata ke studiu jazzu na Akademii múzických umění Karola Szymanowského, stejně jako na obor dirigování. Příklon k herecké profesi komentovala slovy: "… nikdo mě nechtěl, tak jsem na univerzitě nastoupila na dramatický obor a zpěv".
V roce 2009 se vdala za filmového režiséra a scenáristu Macieje Bochniaka. Ve Spojených státech amerických se v únoru 2019 do manželství narodil syn Jan. V roce 2018 se v polské mutaci ženského časopisu Glamour zařadila mezi pětici oceněných Žen roku.
Na filmovém festivalu v Cannes 2022 zasedla v pětičlenné porotě sekce Un certain regard pod vedením Valerie Golinové.

## Filmografie

### Film

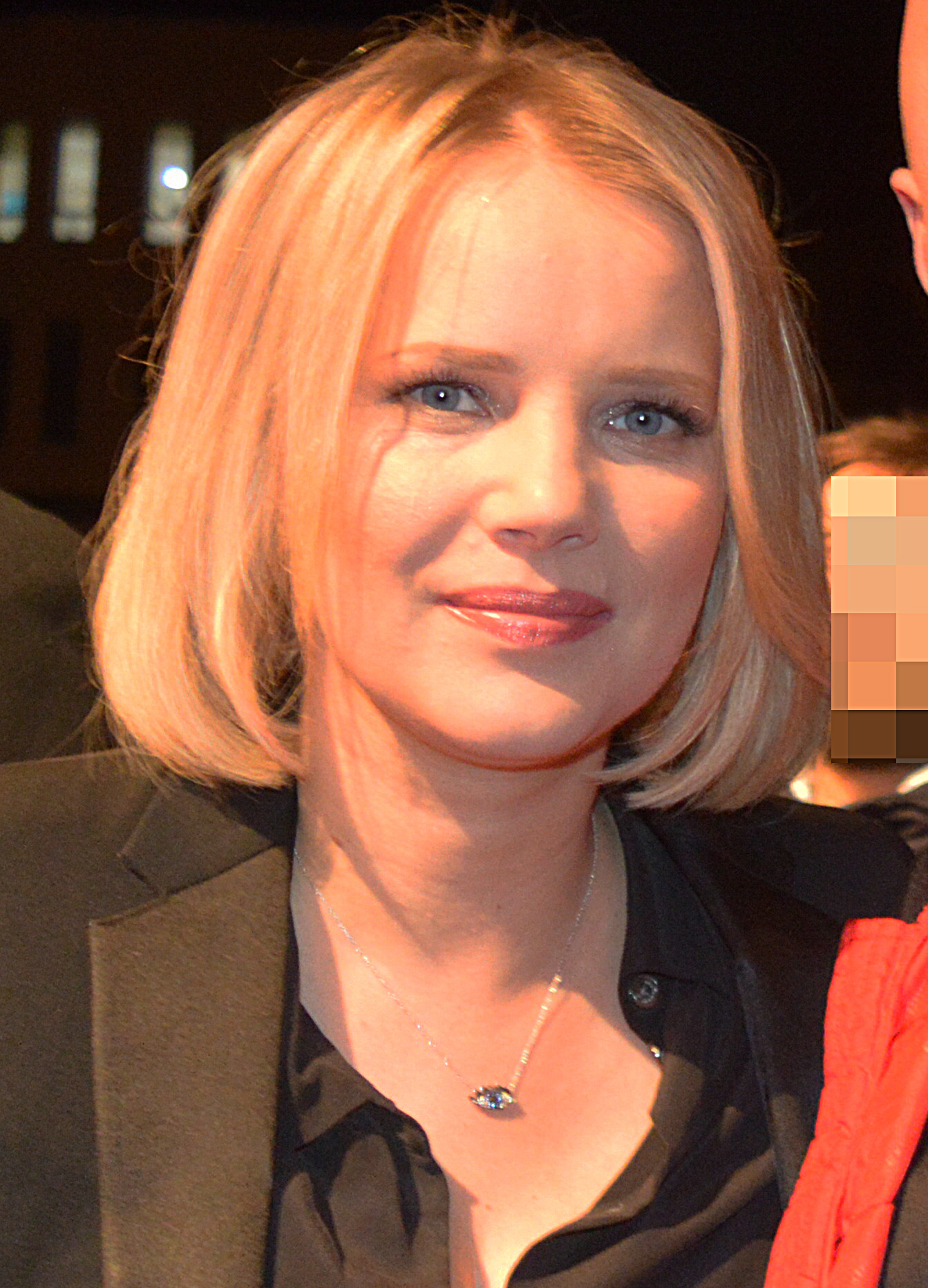
Joanna Kuligová na udílení cen polské filmové akademie Orel 2019

| Rok  | Název                               | Role                  | Poznámky       |
| ---- | ----------------------------------- | --------------------- | -------------- |
| 2007 | Środa, czwartek rano                | Teresa                |                |
| 2009 | Jánošík – Pravdivá historie         | dívka                 | dabing, sbor   |
| 2009 | I Love You So Much                  | Ewelina               | kratkometrážní |
| 2011 | Los numeros                         | Sylwia                |                |
| 2011 | Milion dolarów                      | Zuzanna               |                |
| 2011 | Maraton tańca                       | Agnieszka             |                |
| 2011 | Ony                                 | Alicja                |                |
| 2011 | Žena z pátého patra                 | Ania                  |                |
| 2011 | Ztracený čas                        | Magdalena Limanowská  |                |
| 2013 | Jeníček a Mařenka: Lovci čarodějnic | rudovlasá čarodějnice |                |
| 2013 | Nekonečně                           | Marta                 |                |
| 2013 | Zambezia                            | Nevillova žena        | hlas           |
| 2013 | Ida                                 | zpěvačka              |                |
| 2013 | Khumba                              | Fifi                  |                |
| 2013 | Jibeuro ganeun gil                  | Yalka                 |                |
| 2014 | (Ne)potřebuju chlapa                | Patrycja              |                |
| 2015 | Warsaw by Night                     | exmilenka Marka       | segment: Iga   |
| 2015 | Discopolo                           | Anka „Gensonina“      |                |
| 2016 | Nevinné                             | sestra Irena          |                |
| 2016 | Pitbull. Niebezpieczne kobiety      | Zuza                  |                |
| 2017 | Cargo                               | tanečnice             | kratkometrážní |
| 2018 | Studená válka                       | Zula Lichoňová        |                |
| 2018 | Play                                | matka                 | kratkometrážní |
| 2018 | Klér                                | Hanka Tomala          |                |
| 2018 | 7 citů                              | matka Gosi Starecké   |                |
| 2018 | Miłość jest wszystkim               | Magda Rodzińská       |                |
| 2019 | Já teď lžu                          | agentka               |                |
| 2019 | Safe Inside                         | Sylvie                |                |
| 2022 | Everyone Knows Better               | Ania                  |                |
| 2022 | Kompromat                           | Světlana              |                |
| 2023 | Każdy wie lepiej                    | Magdalena             |                |
| 2023 | Knox Goes Away                      | Annie                 |                |

### Televize

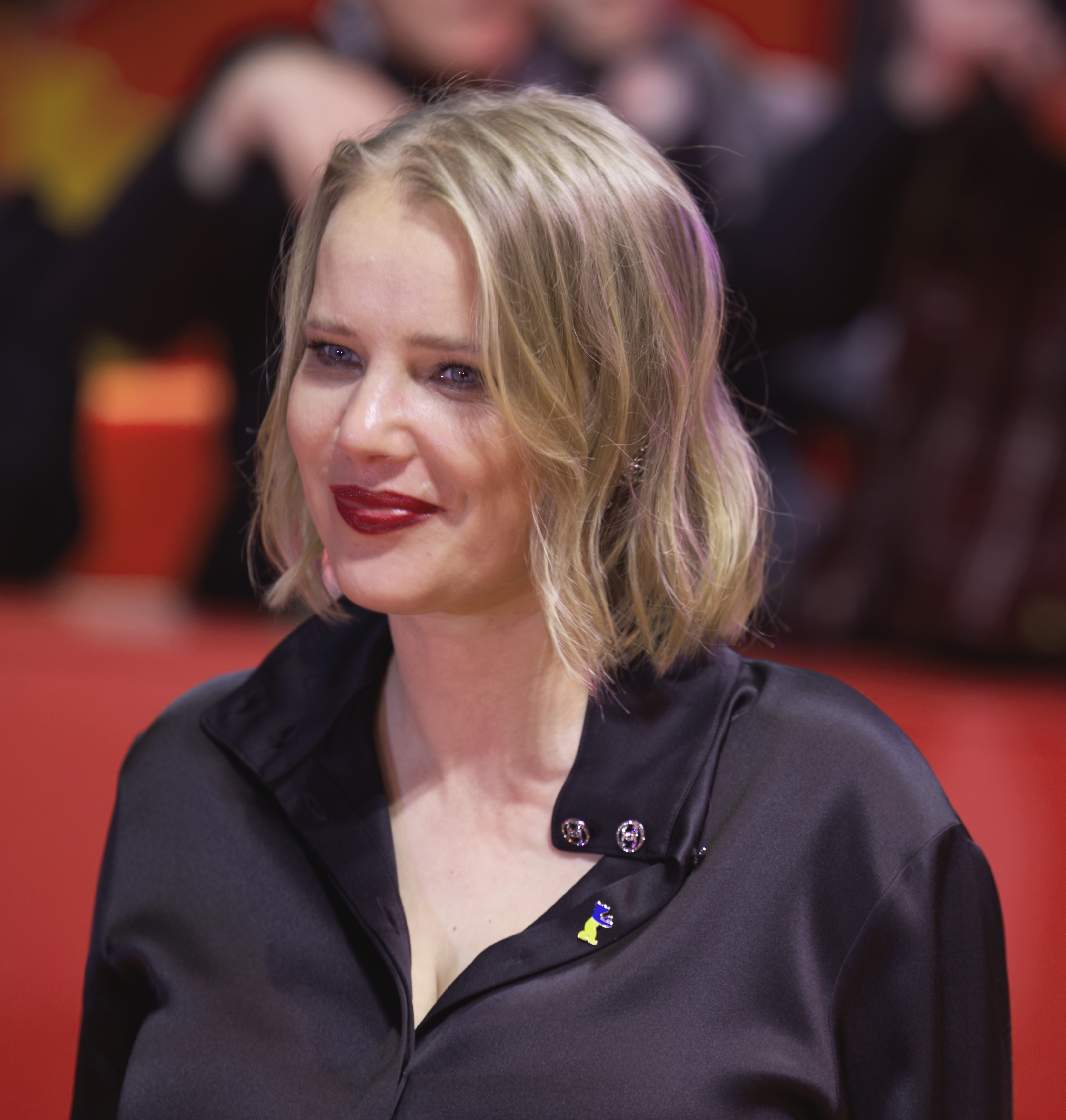
Joanna Kuligová na Berlinale 2023

| Rok  | Název                          | Role                  | Poznámky                    |
| ---- | ------------------------------ | --------------------- | --------------------------- |
| 2006 | Pensjonat pod Różą             | Kasia                 | 2 díly                      |
| 2007 | Pastorałka                     | anděl / kolednice     | televizní film              |
| 2007 | Ekipa                          | Magdalena Nowaszová   | 3 díly                      |
| 2008 | Teraz albo nigdy!              | Zyta                  | 4 díly                      |
| 2008 | Doktor Halina                  | Halina Szwarc         | televizní film              |
| 2008 | Czas honoru                    | „Mucha“               | 5 dílů                      |
| 2008 | Trzeci oficer                  | Halina                | díl: „Dezerter“             |
| 2009 | Ojciec Mateusz                 | Dorota Mielnická      | díl: „Koncert“              |
| 2010 | Szpilki na Giewoncie           | Wika Bura             | 15 dílů                     |
| 2011 | Szpilki na Giewoncie           | Wika Bura             | 15 dílů                     |
| 2011 | Jánošík – Pravidvá historie    | dívka                 | dabing, sbor                |
| 2011 | Smuteczek czyli ostatni naiwni | Sasanna               | televizní speciál           |
| 2013 | Spies of Warsaw                | Renata                | 1 díl                       |
| 2013 | Na krawędzi                    | Sylwia Zawadová       | 5 dílů                      |
| 2013 | Pamiętniki pani Hanki          | Hanka                 | televizní film              |
| 2014 | Zločin                         | Monika Krajewská      | 6 dílů                      |
| 2015 | Zločin                         | Monika Krajewská      | 6 dílů                      |
| 2014 | O mnie się nie martw           | Jadwiga „Iga“ Małecká | 103 dílů                    |
| 2018 | O mnie się nie martw           | Jadwiga „Iga“ Małecká | 103 dílů                    |
| 2016 | Dom kobiet                     | Róża                  | televizní film              |
| 2018 | Pułapka                        | Justyna Mateja        | 3 díly                      |
| 2019 | Hanna                          | Johanna Petrescu      | 5 dílů                      |
| 2021 | Hanna                          | Johanna Petrescu      | 5 dílů                      |
| 2020 | Eddy                           | Maja                  | 8 dílů                      |
| 2021 | Tuca & Bertie                  | Esther Emu            | hlas, díl: "Bird Mechanics" |
| 2021 | Pavučina                       | Kornelia Titko        | hlavní role; 7 dílů         |

## Ocenění
| Seznam ocenění                              | Seznam ocenění | Seznam ocenění                                          | Seznam ocenění       | Seznam ocenění | Seznam ocenění |
| Festival / Ocenění                          | rok            | kategorie                                               | za dílo              | výsledek       | zdroj          |
| ------------------------------------------- | -------------- | ------------------------------------------------------- | -------------------- | -------------- | -------------- |
| Filmový festival v Gdyni                    | 2007           | nejlepší debut                                          | Środa, czwartek rano | vítězství      | [ 16 ]         |
| Filmový festival v Gdyni                    | 2012           | nejlepší herečka ve vedlejší roli                       | Ony                  | vítězství      | [ 17 ]         |
| Filmový festival v Gdyni                    | 2012           | Křišťálová hvězda Elle                                  | Ony                  | vítězství      | [ 18 ]         |
| Polské filmové ceny                         | 2013           | nejlepší herečka ve vedlejší roli                       | Ony                  | vítězství      | [ 19 ]         |
| Polské filmové ceny                         | 2019           | nejlepší herečka                                        | Studená válka        | vítězství      | [ 20 ]         |
| Evropské filmové ceny                       | 2018           | nejlepší herečka                                        | Studená válka        | vítězství      | [ 21 ]         |
| Filmový festival v El Gouně                 | 2018           | nejlepší herečka                                        | Studená válka        | vítězství      | [ 22 ]         |
| Festival Transatlantyk                      | 2018           | Zlatá archa pro nejlepší herečku                        | —                    | vítězství      | [ 23 ]         |
| Mezinárodní filmový festival v Palm Springs | 2019           | Cena FIPRESCI pro nejlepší herečku v cizojazyčném filmu | Studená válka        | vítězství      | [ 24 ]         |
| Telekamery                                  | 2019           | herečka roku                                            | —                    | vítězství      | [ 25 ]         |